# Selçuk Şahin
Selçuk Şahin est un footballeur turc né le 31 janvier 1981 à Tunceli qui évolue au poste de milieu défensif avant de devenir entraîneur.
En 2003, il est transféré du club d'Istanbulspor au Fenerbahçe SK avec lequel il s'engage pour 3 ans. Il joue son premier match avec Fenerbahce le 16 juillet 2003 dans une rencontre amicale face au Waldhof Mannheim. Son premier match officiel a lieu le 10 août 2003 face à son ancien club l'İstanbulspor.
Il a porté le maillot de l'équipe nationale turque 26 fois en équipe A.

## Palmarès

### AvecFenerbahçe
- Championnat de Turquie : 2004, 2005, 2007, 2011 et 2014
- Coupe de Turquie : 2012 et 2013
- Supercoupe de Turquie : 2007 et 2009